# Херакъл
Вижте пояснителната страница за други значения на Херакъл.
Херакъл (на гръцки: Ἡρακλῆς – Hēraklēs) е прочут със силата си древногръцки герой, (херос), който е почитан като бог и е приет на Олимп. В римската митология е наричан Херкулес (на латински: Herculës). Син на Зевс и смъртната Алкмена. Рожденото му име е Алкид. Има брат-близнак на име Ификъл. Те са родени едновременно, но докато Херакъл е син на Зевс, Ификъл е син на Амфитрион..
Той е лечителски-оракулски бог, покровител на гимназионите (спортни места) и палатите. Покровителстван е от Атина. Роден е в Тива, в Беотия (Омир, Илиада. 19,97 ff.). Първото му име било Alcide или Hercle.
Неговите атрибути са кожата на Немейския лъв, лък и стрели.
Той е първият съпруг на Мегара, вторият съпруг на Омфала, съпруг на Деянира, от която е баща на Хил и Макария (дъщеря на Херакъл), след някои други на Авга и след смъртта си на богинята Хеба, освен това любовник на Иола и на Абдер. Баща е на много деца. Отгледан е от Амфитрион, съпругът на майка му.

## Произход
По майчина линия той принадлежи към рода Персеиди. Синът на Персей Електрион сгодил дъщеря си Алкмена за Амфитрион, който веднага след годежа заминал на поход, за да отмъсти за смъртта на нейните братя. Докато го нямало, Зевс се явил пред Алкмена под образа на Амфитрион и ѝ подарил златна чаша като знак за победата. Според по-късни версии на мита той останал с нея три нощи, като забавил с един ден изгрева на слънцето. Амфитрион се върнал от похода и така Алкмена се оказала бременна с две деца от двама бащи. Когато Зевс гордо съобщил, че неговият син ще бъде могъщ владетел, ревнивата Хера успяла да изкопчи от него обещание, че следващият наследник на Персей ще управлява всички негови потомци. След това побързала да отиде в Микена и да изроди детето на Стенел, третия син на Персей, малкия Евристей. В същото време използвала всякакви магии и задържала раждането на Херкулес (аналогично със задържането на раждането на Аполон). Така Евристей станал цар на Микена, а Херкулес – негов поданик.
След като родила, Алкмена изоставила детето на едно място, което дълго след това било известно като полето на Херкулес. Оттам минала Хера, която била възхитена от прекрасното дете и му дала да суче. Малкият Херкулес стиснал много силно гърдата ѝ и така се образувал Млечния път. След това Атина отнесла детето, без да знае, че това е родната му майка, тъкмо на Алкмена и я помолила да го отгледа. Хера опитала да го убие, докато спял в люлката, като му пратила две змии, но Херкулес ги удушил с голи ръце. Като бил малко момче убил своя учител Лин заради несправедливо обвинение. Амфитрион се уплашил от необуздания му нрав и изпратил Херкулес в планината да пасе стадо биволи.

## Дванадесетте подвига на Херакъл
В противоборството между Зевс и Хера за кандидат за херос, който да се изкачи на Олимп, Херакъл е подкрепян от Зевс, а братовчед му Евристей – от Хера. Поради отмъстителността на Хера Херакъл е принуден да се подчинява на Евристей и да изпълнява заповедите му.
Каноническата схема от 12 подвига (на старогръцки: ἔργα „деяния“ или на старогръцки: πόνοι „изпитания“) първи установява Пейсандър от Родос в поемата си „Херакъл“ (Heracleia (Ἡράκλεια)). Редът на извършването им не е еднакъв при всички автори. Пития заповядва на Херакъл да извърши 10 подвига, но два от тях Евристей не зачита и трябва да се извършат още два, с което стават 12. Първите десет са извършени за 8 години и един месец, а всичките – за 12 години.
1. Удушаване на Немейския лъв
2. Убийство на Лернейската хидра (не е зачетен поради помощта на Йолай)
3. Улавяне на Керинейската кошута
4. Укротяване на Еримантския глиган
5. Почистване на Авгиевите обори за един ден (не е зачетен)
6. Изтребване на Стимфалските птици
7. Укротяване на Критския бик
8. Похищение на конете на цар Диомед
9. Похищение на пояса на Хиполита, царица на амазонките
10. Похищение на кравите на Герион
11. Връщане на златните ябълки на Хесперидите
12. Укротяване на стража на Хадес – кучето Цербер